# Herbert Hupka

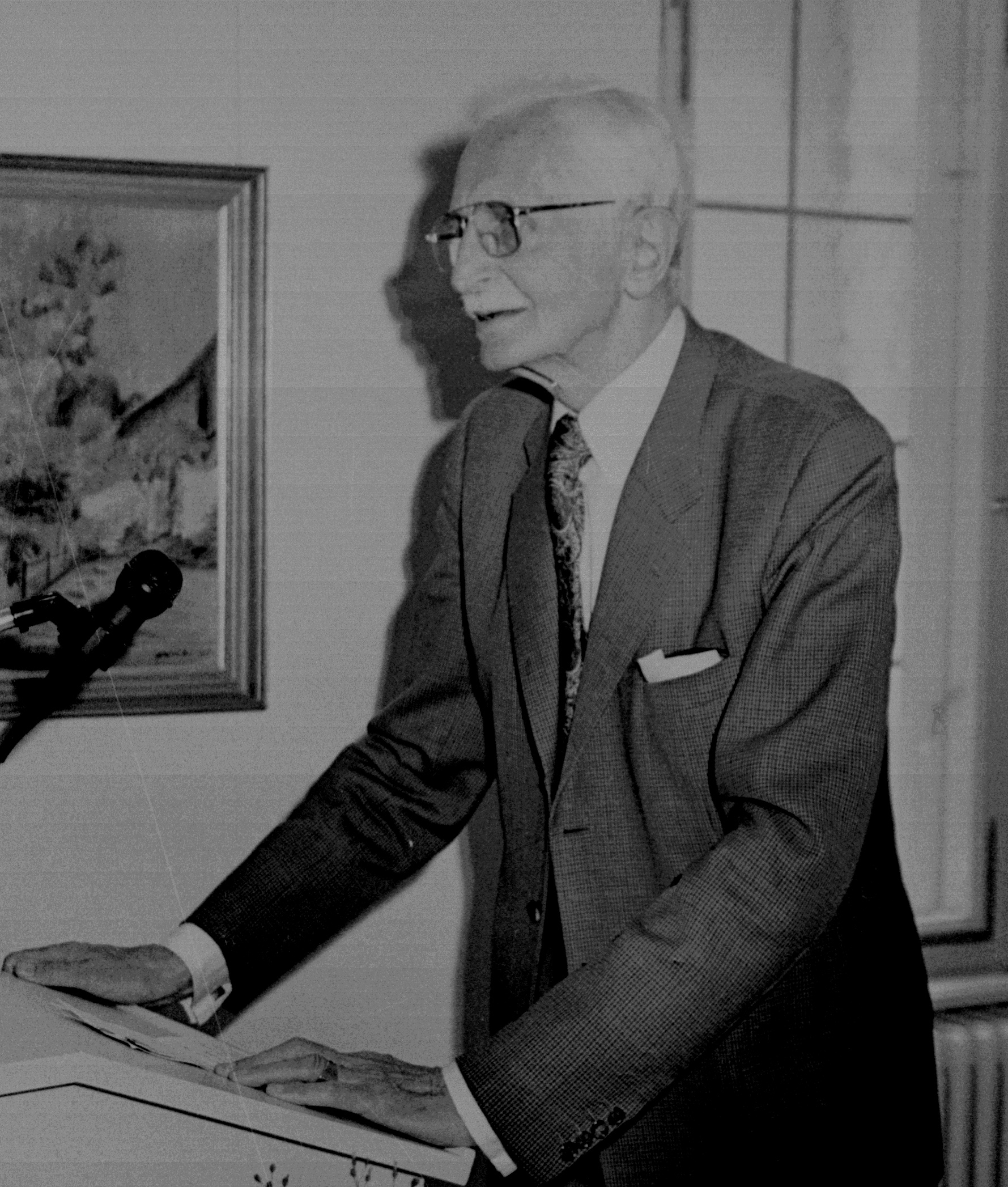
Herbert Hupka bei der Ausstellungseröffnung „Große Deutsche aus dem Osten“, 1. Juli 1996, Kulturzentrum Ostpreußen Ellingen

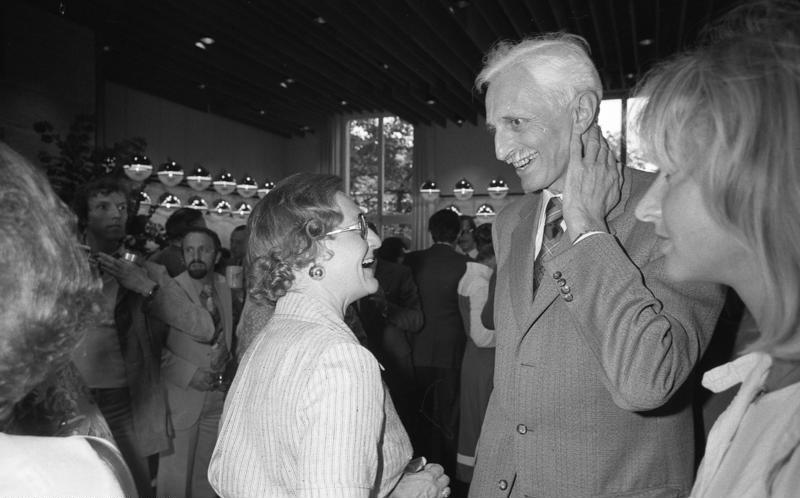
Herbert Hupka, 1975

Herbert Valentin Max Hupka (* 15. August 1915 in Diyatalawa, Ceylon; † 24. August 2006 in Bonn) war ein deutscher Journalist, Schriftsteller und langjähriger Bundestagsabgeordneter und Vertriebenen-Politiker. Er war zunächst Mitglied der SPD, schloss sich aber im Februar 1972 aus Protest gegen die neue Ostpolitik der sozial-liberalen Regierung der CDU an.

## Leben
Herbert Hupka wurde im August 1915 in einem britischen Internierungslager auf Ceylon (heute Sri Lanka) geboren. Sein Vater Erich Hupka sollte 1914 im deutschen Pachtgebiet Kiautschou eine Stellung als Physikprofessor antreten; auf der Überseefahrt wurden er und seine Frau Therese, geb. Rosenthal, vom Ausbruch des Ersten Weltkriegs überrascht und gerieten in britische Gefangenschaft. Von 1915 bis 1919 waren sie im australischen Molonglo nahe Canberra interniert. Auf dem Rücktransport nach Deutschland im Jahr 1919 starb der Vater an Lungenpest.
Hupka wuchs bei der alleinerziehenden Mutter im oberschlesischen Ratibor (heute Racibórz, Polen) auf. 1925 bis 1934 besuchte er das evangelische Humanistische Gymnasium. Nach dem Abitur studierte Hupka in Halle und Leipzig Germanistik, Geschichte und Geographie. Während des Studiums hatte er unter Zurücksetzungen zu leiden, weil er aufgrund der jüdischen Herkunft seiner Mutter nach den Nürnberger Gesetzen als „Halbjude“ galt.
Im Jahr 1939 wurde er zur Wehrmacht eingezogen und diente als Besatzungssoldat in Frankreich, Rumänien, Bulgarien und Griechenland. An Malaria erkrankt, wurde er nach Freiberg verlegt, wo ihn ein Kriegsgericht 1943 zu einer Haftstrafe verurteilte, weil er bei der Beförderung zum Leutnant der Reserve seinen Status als „Halbjude“ verschwiegen hatte. Juden und Mischlingen war ein Aufstieg ins Offizierskorps verwehrt. Zwölf Monate saß er im Wehrmachtgefängnis-Torgau-Bückenkopf ab und stellte hier seine Dissertation „Gratia und misericordia im Mittelhochdeutschen. Zur Geschichte religiös-ethischer Bereiche im Mittelalter“ fertig. Doktorvater war Theodor Frings.
Im Januar 1944 wurde seine Mutter in das Ghetto Theresienstadt deportiert. Herbert Hupka kehrte, als „wehrunwürdig“ aus dem Heer entlassen, nach Ratibor zurück. Ende Juni 1945 konnte er sich nach Theresienstadt durchschlagen, wo seine Mutter anderthalb Jahre Gefangenschaft überlebt hatte. Über das DP-Lager Deggendorf gelangten sie schließlich nach München, da eine Rückkehr nach Ratibor bereits ausgeschlossen war. Obwohl katholisch, fanden sie Aufnahme im Altersheim der Israelitischen Kultusgemeinde. Herbert Hupka arbeitete seit November 1945 als Redakteur bei Radio München, und wurde 1946/47 vorübergehend zur Militärregierung der Amerikaner versetzt. 1949 ging Radio München in deutsche Hände über und wurde zum Bayerischen Rundfunk. 1957 wechselte Hupka als Programmdirektor zu Radio Bremen. Bereits im Februar 1959 verließ er den Rundfunk und wurde Pressechef beim Kuratorium Unteilbares Deutschland in Bonn.
Hupka war seit 1957 mit Eva, geb. Zink (1931–2012) verheiratet. 1960 wurde der gemeinsame Sohn Thomas geboren.

## Politische Tätigkeit
Hupka war in den Jahren 1969 bis 1987 Mitglied des Deutschen Bundestages. Schwerpunkt seines politischen Wirkens war die Vertriebenenpolitik. Von 1968 bis 2000 war er Präsident der Landsmannschaft Schlesien. Außerdem war Hupka Vorsitzender des Ostdeutschen Kulturrates und Vizepräsident des Bundes der Vertriebenen sowie Mitglied der katholischen Studentenverbindungen AV Silesia (Halle) zu Bochum (seit 1934) und AV Salia-Silesia zu Gleiwitz im CV.
Hupka positionierte sich gegen die unter Bundeskanzler Willy Brandt begonnene Neue Ostpolitik, insbesondere gegen den Ausgleich mit der DDR und Polen, und warf ihr Naivität gegenüber der Sowjetunion vor. Er lehnte jeden Verzicht auf die polnisch oder sowjetisch verwalteten ehemaligen deutschen Ostgebiete ab und sprach sich lange Zeit dafür aus, sie wieder in einen deutschen Staat einzugliedern.
Mit seiner Ablehnung der Oder-Neiße-Grenze machte er sich nicht nur bei der politischen Linken unbeliebt. Am 29. Februar 1972 wechselte Hupka von der SPD zur CDU. Auch das Verhältnis zu seiner neuen Partei blieb nicht konfliktfrei.
Der CDU-Vorsitzende Helmut Kohl setzte als Bundeskanzler nach 1982 die Ostpolitik seiner SPD-Vorgänger fort. Als zum Schlesiertreffen 1985 unter Führung Hupkas das Motto „40 Jahre Vertreibung – Schlesien bleibt unser“ ausgewählt wurde, kritisierten auch CDU-Politiker dies als „aggressiv“ geäußerte Besitzansprüche. Der als Gastredner vorgesehene Bundeskanzler sagte seinen Auftritt ab. Nach massivem Druck vor und hinter den Kulissen zog Hupka das Motto zurück und ersetzte es durch „Schlesien bleibt unsere Zukunft in einem Europa freier Völker“.
Nach dem Ende des Kalten Krieges gab Hupka seine alten Positionen teilweise auf und setzte sich für die deutsch-polnische Aussöhnung ein. Er kritisierte offen manche fortgesetzten Rückgabeforderungen der Preußischen Treuhand GmbH. Von seiner früheren Heimatstadt Ratibor im heutigen Polen wurde er zum Ehrenbürger ernannt und feierte dort im August 2005 seinen 90. Geburtstag.
Hupka starb im August 2006 in seiner Wohnung in Bonn an den Folgen eines Treppensturzes und wurde in München beigesetzt.

## Auszeichnungen
- 1980: Verdienstkreuz 1. Klasse der Bundesrepublik Deutschland
- 1986: Großes Verdienstkreuz der Bundesrepublik Deutschland
- 1995: Schlesierschild der Landsmannschaft Schlesien
- 1997: Großes Verdienstkreuz mit Stern der Bundesrepublik Deutschland
- 1998: Ehrenbürgerschaft der polnischen Stadt Racibórz (Ratibor)
- 2000: Ehrenplakette des Bundes der Vertriebenen
- 2005: Kulturpreis Schlesien des Landes Niedersachsen (Sonderpreis)

## Publikationen (Auswahl)
- Breslau – Hauptstadt Schlesiens. Gräfe und Unzer, München 1956.
- Unteilbares Deutschland. Ein Rechenschaftsbericht 1954 bis 1960. Zusammengestellt von Herbert Hupka. Kuratorium Unteilbares Deutschland, Berlin/Bonn o. J. [1960].
- Ratibor. Stadt im schlesischen Winkel. [Stadtverwaltung], Leverkusen 1962.
- Geschichte Schlesiens. Hrsg.: Landsmannschaft Schlesien, Nieder- u. Oberschlesien e. V., Bonn. 2. Auflage. Landsmannschaft Schlesien, Nieder- u. Oberschlesien, Bonn o. J. [1973].
- Schlesisches Credo. Reden, Aufsätze und Dokumente aus zwei Jahrzehnten. Langen Müller, München/Wien 1986, ISBN 3-7844-2125-3.
- Unruhiges Gewissen. Ein deutscher Lebenslauf. Erinnerungen. Langen Müller, München 1994, ISBN 978-3-7844-2509-2.
- Die vertriebene Erinnerung. In: Die Welt, 27. April 2002.
- Schlesien lebt. Offene Fragen – kritische Antworten. Mit einem Geleitwort von Christian Wulff. Langen Müller, München 2006, ISBN 3-7844-3045-7.

### Als Herausgeber
- Leben in Schlesien. Erinnerungen aus fünf Jahrzehnten. Einleitung Herbert Hupka, Beiträge von 21 Autoren mit deren Kurzbiographien, Gräfe und Unzer, München 1962. (Viele weitere Auflagen)
- Meine schlesischen Jahre. Erinnerungen aus 6 Jahrzehnten. Beiträge von Franz Landsberger, Rudolf-Christoph Freiherr von Gersdorff, Max Tau, Werner Finck und 17 anderen Autoren, Gräfe u. Unzer, München 1964.
- Große Deutsche aus Schlesien. Gräfe und Unzer, München 1969. 2. Auflage: Langen Müller, München/Wien 1979, ISBN 3-7844-1734-5.
- Letzte Tage in Schlesien. Tagebücher, Erinnerungen und Dokumente der Vertreibung. 5. Auflage. Langen Müller, München/Wien 1988, ISBN 3-7844-1910-0.